# Stefan Schwarz
Hans Jürgen Stefan Schwarz (født 18. april 1969 i Malmö, Sverige) er en tidligere svensk fodboldspiller med tyske rødder, der spillede som midtbanespiller hos en række europæiske klubber, blandt andet SL Benfica i Portugal samt engelske Arsenal og Sunderland. Han blev i 1999 kåret til Årets Spiller i Sverige.

## Klubkarriere
Schwarz startede sin seniorkarriere hos Malmö FF i sin hjemby, men rejste i 1991 via Bayer Leverkusen i Tyskland til Portugal, hvor han spillede de følgende tre sæsoner hos SL Benfica. Herefter havde han en enkelt sæson hos Arsenal F.C. i den engelske Premier League. Opholdet hos London-klubben blev dog ingen succes og fra 1995 til 1998 spillede han i Italien hos ACF Fiorentina.
Efter at have tilbragt en enkelt sæson i den spanske La Liga hos Valencia CF rejste Schwarz tilbage til England, hvor han afsluttede sin karriere med fire sæsoner hos Sunderland A.F.C.
Schwarz vandt med Malmö FF det svenske mesterskab i både 1987 og 1988, samt pokalturneringen i 1989. Med SL Benfica blev han portugisisk mester i både 1991 og 1994 og hos ACF Fiorentina vandt han Coppa Italia i 1996.

## Landshold
Schwarz nåede gennem karrieren at spille 69 kampe og score seks mål for Sveriges landshold, som han repræsenterede i årene mellem 1990 og 2001. Han deltog for sit land ved VM i 1990 i Italien, EM i 1992 på hjemmebane samt VM i 1994 i USA, hvor svenskerne vandt bronze.

## Titler
Sveriges mesterskab
- 1987 og 1988 med Malmö FF

Portugals mesterskab
- 1991 og 1994 med SL Benfica

Coppa Italia
- 1996 med ACF Fiorentina